# Бурман, Николас
Николас Лауренс Бурман (нидерл. Nicolaas Laurens Burman или нидерл. Nicolaus Laurent Burman, 27 декабря 1734 — 11 сентября 1793) — голландский ботаник, профессор ботаники.

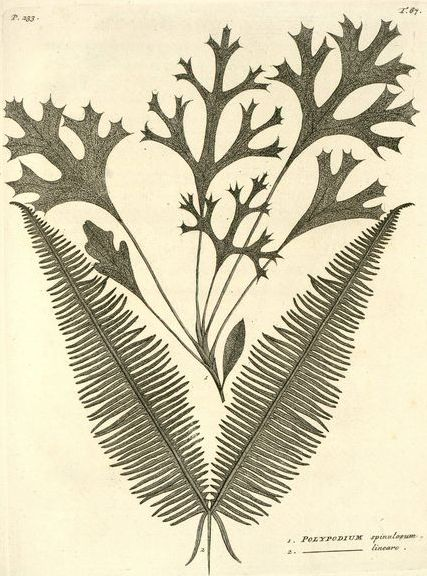
Иллюстрация из научной работы «Flora Indica»

## Биография
Николас Лауренс Бурман родился в Амстердаме 27 декабря 1734 года в семье Йоханнеса Бурмана (1707—1780), голландского врача и ботаника.
В 1735 году выдающийся шведский учёный Карл Линней, приехав в Голландию, некоторое время жил у Йоханнеса Бурмана.
Николас Лауренс Бурман изучал, как и его отец, естествознание. С 1759 года он вёл переписку с Карлом Линнеем, а в 1760 году приезжал к нему в Уппсалу учиться. После возвращения на родину Бурман продолжал вести переписку с Линнеем до 1773 года.
Бурман внёс значительный вклад в ботанику, описав множество видов растений.
Николас Лауренс Бурман умер 11 сентября 1793 года.

## Научная деятельность
Николас Лауренс Бурман специализировался на папоротниковидных, водорослях и на семенных растениях.

## Научные работы
- Specimen botanicum de geraniis, quod favente summo numine ex auctoritate magnifici rectoris, Jo. Nic. Seb. Allamand, … nec non amplissimi senatus academici consensu, & nobilissimae facultatis medicae decreto, pro gradu doctoratus, … eruditorum examini subjicit Nicolaus Laurentius Burmannus. Leiden 1759.
- Flora Indica: cui accedit series zoophytorum Indicorum, nec non prodromus florae Capensis. Amsterdam 1768[6].
- Flora Corsica. In: Nova Acta Physico-Medica Academiae Caesareae Leopoldino-Carolinae Naturae Curiosorum. 1770.
- Pharmacopoea Amstelodamensis Nova. Amsterdam 1792.